# Matrimony
Matrimony är en poplåt skriven och framförd av Gilbert O'Sullivan. Låten fanns med på O'Sullivans debutalbum Himself från 1971. Denna låt utgavs som singel i ett antal europeiska länder 1972, men inte på Brittiska öarna. Den blev en mycket stor hit i Skandinavien, Benelux och Frankrike, samt en mindre framgång i Tyskland. I Storbritannien kom den ut på singel först 1976 utan att göra något väsen av sig som sådan. Trots att låten aldrig var någon hit i varken USA eller Storbritannien finns den med på de flesta samlingsskivor som getts ut med O'Sullivan.
Låttexten handlar om ett bröllopspars bestyr där de bland annat håller på att komma för sent till ceremonin.

## Listplaceringar
| Lista (1972)  | Position         |
| ------------- | ---------------- |
| Danmark       | 1 (DR "Top 10")  |
| Flandern      | 7                |
| Frankrike     | 6                |
| Nederländerna | 3                |
| Norge         | 1 (VG-lista)     |
| Sverige       | 6 (Kvällstoppen) |
| Sverige       | 2 (Tio i topp)   |
| Västtyskland  | 28               |